# 五卅演讲厅
五卅演讲厅位于中国江苏省镇江市润州区云台山南面的伯先公园内，为五卅运动期间镇江各界为纪念五卅惨案而建的一座公共演讲厅。1925年五卅惨案发生后，镇江各学校、工商和民众团体成立声援五卅运动的镇江外交后援会，并举行示威游行及抵制日货的运动，在稽查日货、处罚藏有日货的商人时收到达30000元的罚金，在《新镇江周报》主编陈斯白的提议下，将全部罚金用以建设此厅，用做群众集会和演讲国内时事，并纪念镇江人民的这一爱国壮举，当年8月奠基，次年竣工。
该厅为两层的仿古式建筑，重檐歇山顶，底层四面出环廊，长约28米，宽约19米，砖木结构。讲台设于室内东端，座椅设于底层及楼上四周。墙基南北两面各有“中华民国十四年八月镇江各界纪念五卅惨案建筑此厅永志不忘”的白石题刻一方。现厅内设有相关的文物资料陈列。